# Befri dig selv
Befri dig selv er det andet studiealbum fra den danske popsanger og X Factor-deltager Basim, der udkom den 19. oktober 2009.

## Trackliste
1. "En som dig" – 4:03
2. "I nat" – 3:40
3. "Befri dig selv" – 3:05
4. "Vidunderlig underlig" – 3:02
5. "Nok af dig" – 3:54
6. "Lever for dig" – 4:00
7. "En enkelt nat" – 3:22
8. "Basimania" – 3:20
9. "Jeg vil være din" – 3:17
10. "Klimax" – 3:52
11. "Livstegn" – 4:11
12. "Lad ikke solen gå ned" (Basim & Lis Sørensen) – 3:53

## Credits
| #  | Titel                                          | Noter |
| -- | ---------------------------------------------- | --- |
| 1  | "En som dig"                                   | - Skrevet af Louis Winding, Joachim Jensen & Stefan Hoffenberg - Produceret af Louis Winding & Stefan Hoffenberg for Stringer-Music/Soulcamp Entertainment - Alle instrumenter og programmering af Louis Winding & Stefan Hoffenberg - Vokal produktion af Louis Winding - Produceret og indspillet i Stringer Studio - Mixet af Mads Nilsson |
| 2  | "I nat"                                        | - Skrevet af Jeppe Federspiel & Basim - Produceret af Jeppe Federspiel fra Providers for Soulcamp Entertainment - Alle instrumenter af Jeppe Federspiel - Alle vokaler af Basim - Mixet af Mads Nilsson |
| 3  | "Befri dig selv"                               | - Skrevet af Joey Moe, Thomas Børresen & Basim - Alle instrumenter spillet af Saqib - Produceret af Saqib for Take a Bite Ent. / Soulcamp Entertainment - Mixet af Saqib |
| 4  | "Vidunderlig underlig"                         | - Skrevet af Jonas Kur - Produceret af Louis Winding & Stefan Hoffenberg for Stringer-Music/Soulcamp Entertainment - Alle instrumenter og programmering af Louis Winding & Stefan Hoffenberg - Vokal produktion af Louis Winding - Produceret og indspillet i Stringer Studio - Mixet af Mads Nilsson |
| 5  | "Nok af dig"                                   | - Skrevet af Edwin "Lil' Eddie" Serrano, L.Eissen, Jonas Jeberg, Mich Hansen & Joachim Jensen - Dansk tekst skrevet af Joachim Jensen - Produceret af Jonas Jeberg & Cutfather - Alle keys og programmering af Jonas Jeberg - Percussion af Mich Hansen - Mixet af Mads Nilsson - Vokal produktion af Louis Winding - Baggrundsvokaler af Louis Wending & Joachim Jensen - Vokaler optaget i Stringer Studio                                      |
| 6  | "Lever for dig"                                | - Skrevet af Louis Winding, Joachim Jensen & Stefan Hoffenberg - Produceret af Louis Winding & Stefan Hoffenberg for Stringer-Music/Soulcamp Entertainment - Alle instrumenter og programmering af Louis Winding & Stefan Hoffenberg - Vokal produktion af Louis Winding - Produceret og indspillet i Stringer Studio - Mixet af Mads Nilsson |
| 7  | "En enkelt nat"                                | - Skrevet af Rasmus Stabell, Jeppe Federspiel, Medina Valbak & Basim - Produceret af Providers for Soulcamp Entertainment - Alle instrumenter af Rasmus Stabell & Jeppe Federspiel - Vokaler af Basim - Mixet af Saqib |
| 8  | "Basimania"                                    | - Skrevet af Louis Winding, Joachim Jensen & Stefan Hoffenberg - Produceret af Louis Winding & Stefan Hoffenberg for Stringer-Music/Soulcamp Entertainment - Alle instrumenter og programmering af Louis Winding & Stefan Hoffenberg - Vokal produktion af Louis Winding - Produceret og indspillet i Stringer Studio - Mixet af Mads Nilsson |
| 9  | "Jeg vil være din"                             | - Skrevet af Drew Ryan Scott, Sean Alexander, Jonas Jeberg, Mich Hansen & Joachim Jensen - Dansk tekst skrevet af Joachim Jensen - Produceret af Jonas Jeberg & Cutfather - Alle keys og programmering af Jonas Jeberg - Percussion af Mich Hansen - Mixet af Mads Nilsson - Vokal produktion af Louis Winding - Baggrundsvokaler af Louis Wending & Joachim Jensen - Vokaler optaget i Stringer Studio                                           |
| 10 | "Klimax"                                       | - Skrevet af Louis Winding, Joachim Jensen & Stefan Hoffenberg - Produceret af Louis Winding & Stefan Hoffenberg for Stringer-Music/Soulcamp Entertainment - Alle instrumenter og programmering af Louis Winding & Stefan Hoffenberg - Vokal produktion af Louis Winding - Produceret og indspillet i Stringer Studio - Mixet af Mads Nilsson |
| 11 | "Livstegn"                                     | - Skrevet af Louis Winding, Joachim Jensen & Stefan Hoffenberg - Produceret af Louis Winding & Stefan Hoffenberg for Stringer-Music/Soulcamp Entertainment - Alle instrumenter og programmering af Louis Winding & Stefan Hoffenberg - Vokal produktion af Louis Winding - Produceret og indspillet i Stringer Studio - Mixet af Mads Nilsson |
| 12 | "Lad ikke solen gå ned" (Basim & Lis Sørensen) | - Skrevet af Lis Sørensen & Basim Moujahid - Produceret af Louis Winding & Stefan Hoffenberg for Stringer-Music/Soulcamp Entertainment - Alle instumenter og programmering af Louis Winding & Stefan Hoffenberg - Vokal produktion af Louis Winding - Elektrisk guitar af Mads Wegner - Yderligere percussion af Jan Sivertsen - Kor sunget af Engelina Andrina & Heidi Degn - Produceret og indspillet i Stringer Studio - Mixet af Mads Nilsson |

- Billeder taget af Henrik Bülow
- Makeup & styling: Lone Bidstrup Knudsen
- Artwork & design: Dyhr.Hagen
- Masteret af Nikolaj Vinten
- Executive producer: Thomas M/Remee&Friends

## Hitliste- og salgsplacering

### Album
| Hitliste (2009)    | Højeste placering |
| ------------------ | ----------------- |
| Dansk Album Top-40 | 21                |

### Singler
| 2009                                                     | "Lad ikke solen gå ned" | 15 |
| 2009                                                     | "Befri dig selv"        | —  |
| "—" markerer en udgivelse der ikke opnåede en placering. |                         |    |